# Brabant-en-Argonne
Brabant-en-Argonne ist eine französische Gemeinde mit 100 Einwohnern (Stand: 1. Januar 2022) im Département Meuse in der Region Grand Est (vor 2016: Lothringen). Die Gemeinde gehört zum Arrondissement Verdun, zum Kanton Clermont-en-Argonne und zum Gemeindeverband Argonne-Meuse.

## Geographie

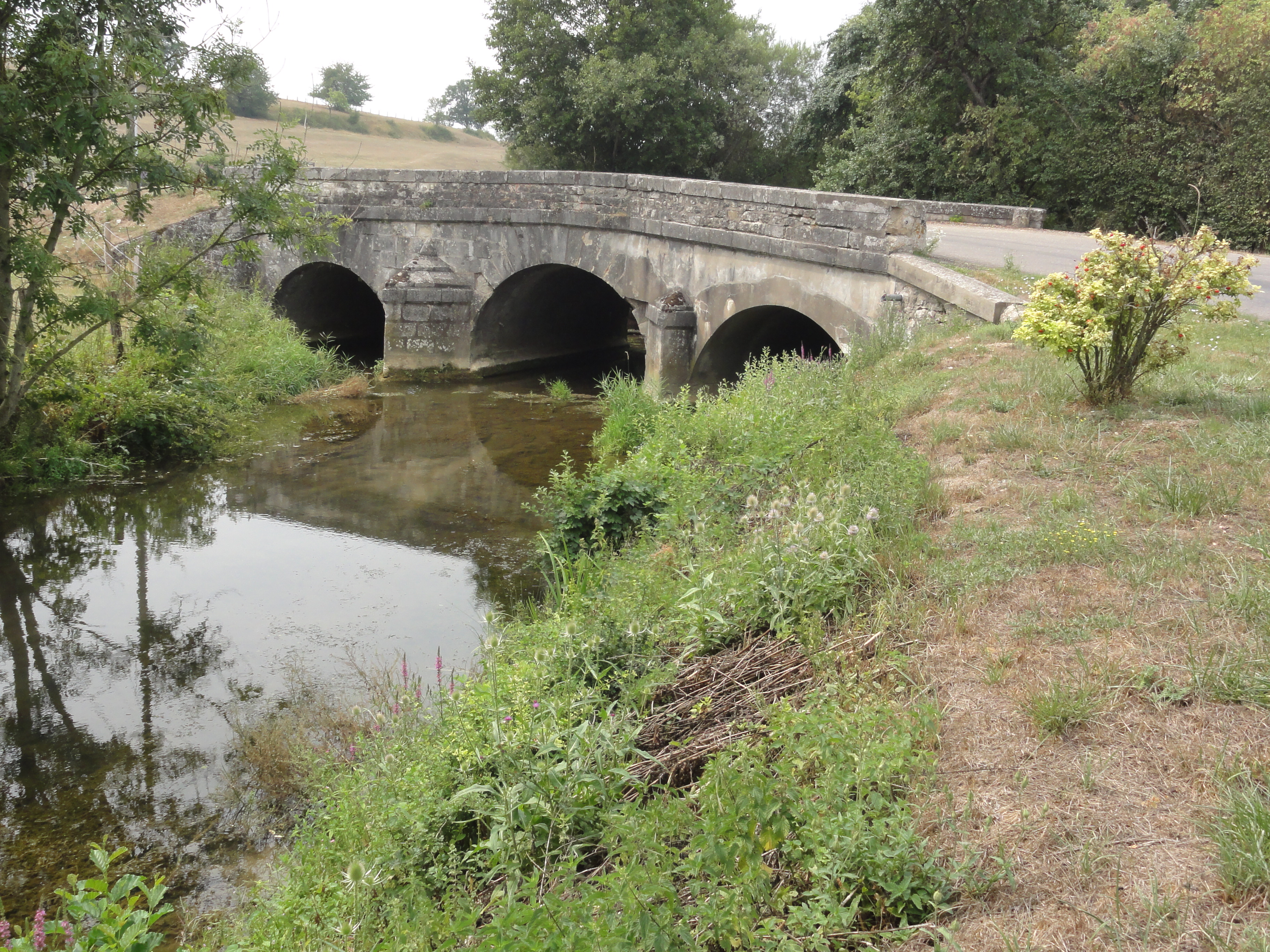
Brücke über die Cousances

Die Cousances verläuft von Süden in nordwestlicher Richtung durch das Gemeindegebiet. Umgeben wird Brabant-en-Argonne von den Nachbargemeinden Récicourt im Nordosten, Dombasle-en-Argonne im Osten, Brocourt-en-Argonne im Südosten sowie Clermont-en-Argonne im Südwesten, Westen und Nordwesten.

## Geschichte
Brabant wurde von der alten Römerstraße von Reims nach Metz durchquert. Im 12. Jahrhundert Brabant-sous-Clermont genannt, gehörte es zum Kapitel von Montfaucon. Das Dorf war Teil der Vogtei von Clermont, der Diözese von Verdun und unterstand der Justiz der Fürsten von Condé.
Seit 1801 trägt die Gemeinde ihren heutigen Namen.

## Bevölkerungsentwicklung
| Jahr                       | 1962 | 1968 | 2006 | 2011 | 2019 |
| Einwohner                  | 124  | 100  | 107  | 103  | 111  |
| Quellen: Cassini und INSEE |      |      |      |      |      |

Zwischen 1975 und 2003 war Brabant-en-Argonne Teil der Gemeinde Récicourt.

## Sehenswürdigkeiten
- Kirche Saint-Remi, erbaut 1750, im Ersten Weltkrieg zerstört und nach dem Krieg restauriert

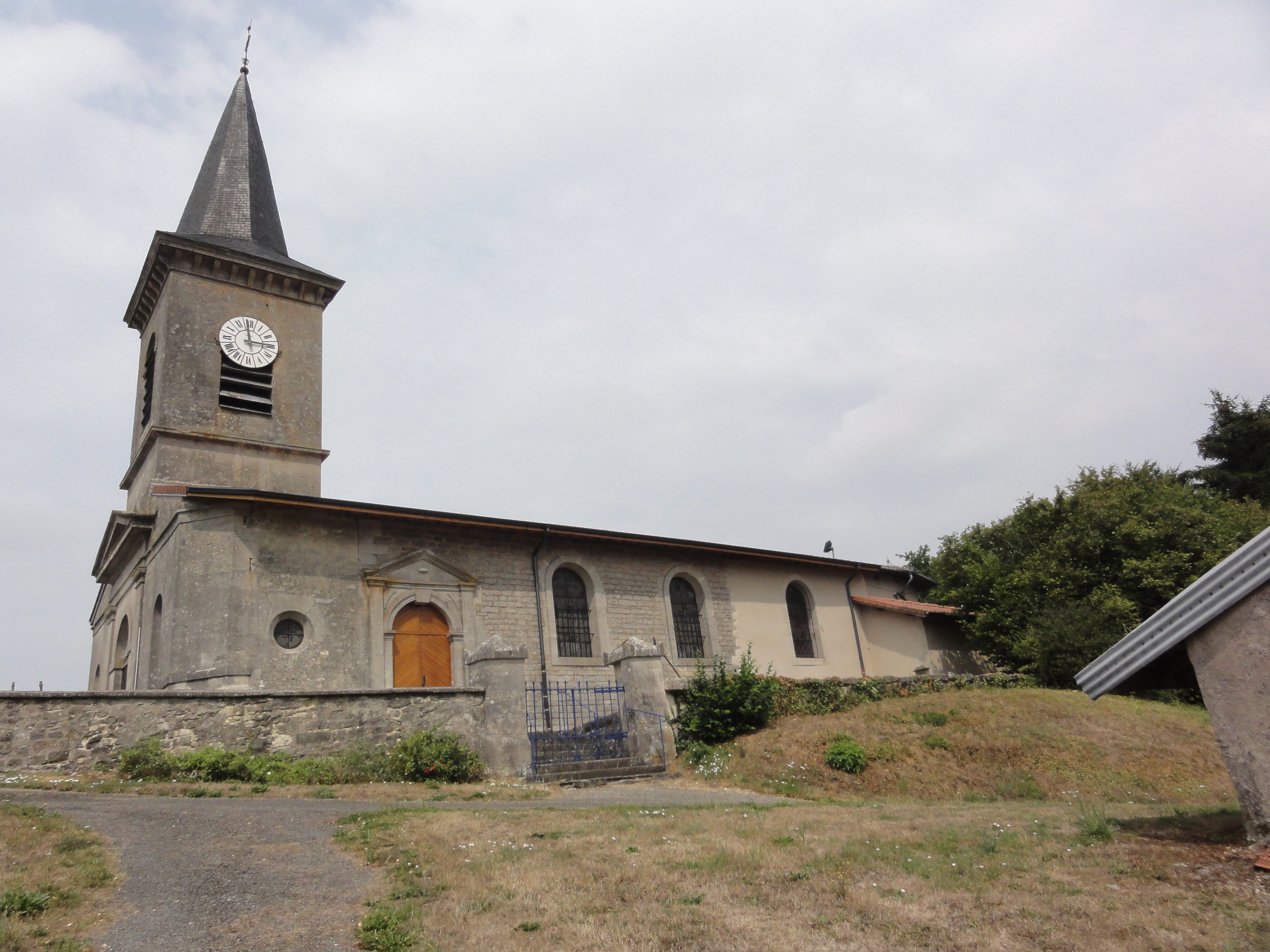
Kirche Saint-Remi
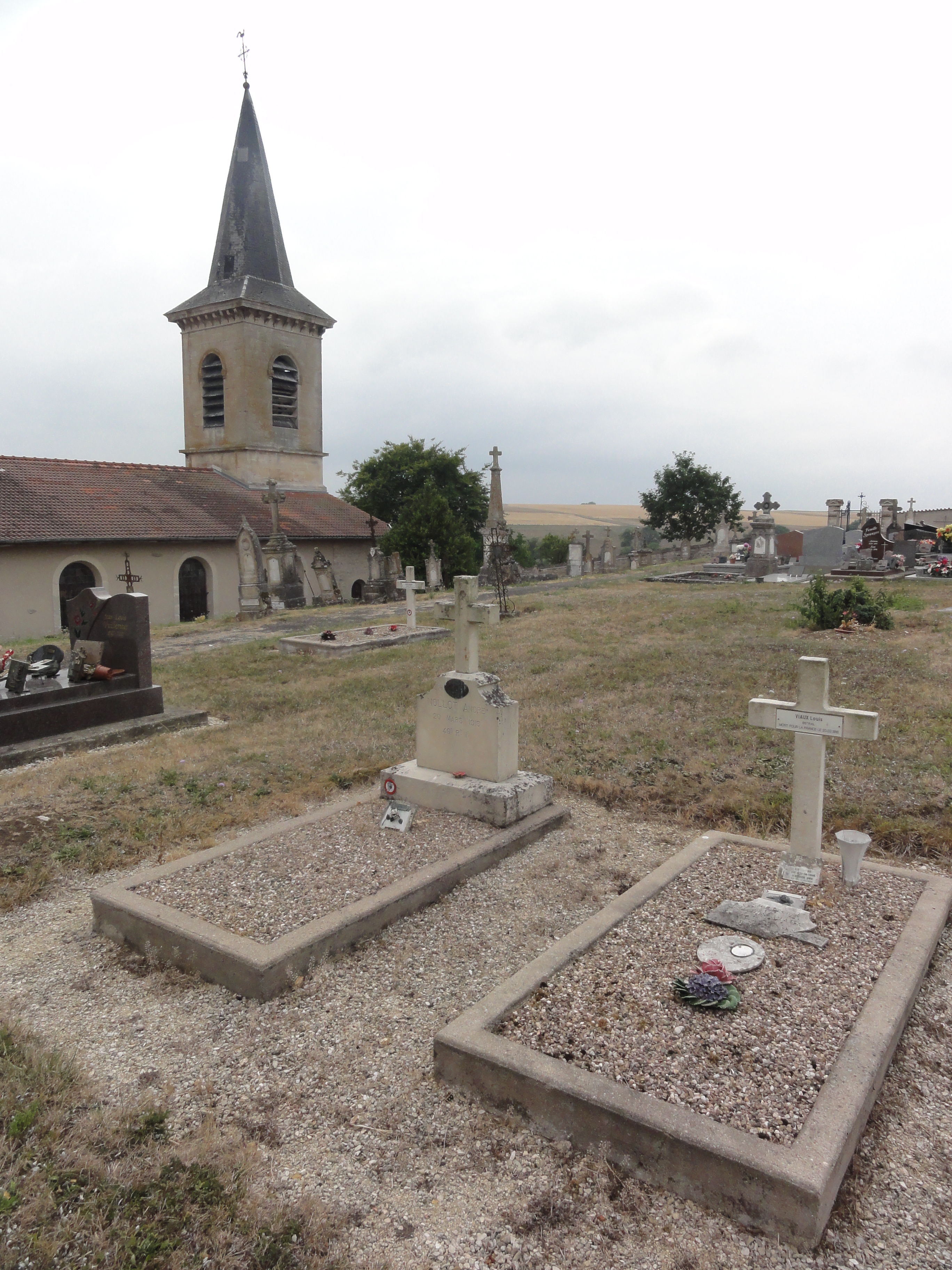
Kirche Saint-Remi mit Soldatengräbern